# 陸軍総監 (ドイツ)
陸軍総監（ドイツ語: Inspekteur des Heeres、略称：InspH）は、ドイツ連邦陸軍における最高位職。陸上自衛隊で言うところの陸上幕僚長の地位にあたる。
その職務は、連邦国防省大臣に直属し、補佐のために陸軍の幕僚および人材・資器材の準備に責任を負う。陸軍の最高幹部として連邦国防大臣を補佐し連邦国防省陸軍指揮幕僚監部を通じて、陸軍指揮司令部（HFüKdo）とそれに従属する師団および同級部隊、陸軍局（HA）とそれに従属する教育および支援機関などを統括する。陸軍総監は連邦軍総監主催の軍事指導者会議（MFR）内の陸軍を代表する最高幹部として出席する。
総監にあてられる階級は陸軍中将。

## 歴代総監
| 代 | 氏名                                                                        | 着任           | 離任          | 備考                                                                                      |
| -- | --------------------------------------------------------------------------- | -------------- | ------------- | ----------------------------------------------------------------------------------------- |
| 1  | ハンス・レッティガー陸軍中将 Hans Röttiger                                  | 1956年9月21日  | 1960年4月15日 |                                                                                           |
| 2  | アルフレート・ツェルベル陸軍中将 de:Alfred Zerbel                           | 1960年4月16日  | 1964年9月30日 |                                                                                           |
| 3  | ウルリッヒ・デメジエール陸軍中将 Ulrich de Maizière                         | 1964年10月1日  | 1966年8月24日 | 1966年から1972年まで連邦軍総監                                                            |
| 4  | ヨーゼフ・モル陸軍中将 de:Josef Moll                                        | 1966年8月25日  | 1968年9月30日 |                                                                                           |
| 5  | アルベルト・シュネツ陸軍中将 de:Albert Schnez                               | 1968年10月1日  | 1971年9月30日 |                                                                                           |
| 6  | エルンスト・フェルバー陸軍中将 de:Ernst Ferber                              | 1971年10月1日  | 1973年9月30日 | 1973年から1975年までNATO欧州中央軍司令官                                                  |
| 7  | ホルスト・ヒルデブラント陸軍中将 de:Horst Hildebrandt                       | 1973年10月1日  | 1979年3月31日 |                                                                                           |
| 8  | ヨハネス・ポッペル陸軍中将 de:Johannes Poeppel                              | 1979年4月1日   | 1981年9月30日 |                                                                                           |
| 9  | マインハルト・グランツ陸軍中将 de:Meinhard Glanz                            | 1981年10月1日  | 1984年9月30日 |                                                                                           |
| 10 | ハンス＝ヘニンク・フォン・ザントラルト陸軍中将 de:Hans-Henning von Sandrart | 1984年10月1日  | 1987年9月25日 | 1987年から1991年までNATO欧州中央軍司令官                                                  |
| 11 | ヘニンク・フォン・オンドラツァ陸軍中将 de:Henning von Ondarza               | 1987年10月26日 | 1991年9月26日 | 1991年から1994年までNATO欧州中央軍司令官。自身がドイツ国防軍出身ではない初の陸軍総監。    |
| 12 | ヨルク・シェーンボーム陸軍中将 de:Jörg Schönbohm                            | 1991年10月27日 | 1992年2月18日 | 1992年から1996年まで連邦国防省の国務長官、以後はドイツキリスト教民主同盟（CDU）の政治家。 |
| 13 | ヘルゲ・ハンゼン陸軍中将 de:Helge Hansen                                    | 1992年2月18日  | 1994年3月24日 | 1994年から1996年までNATO欧州中央軍司令官                                                  |
| 14 | ハルトムート・バッガー陸軍中将 Hartmut Bagger                               | 1994年3月21日  | 1996年2月6日  | 1996年から1999年まで連邦軍総監                                                            |
| 15 | ヘルムート・ヴィルマン陸軍中将 de:Helmut Willmann                           | 1996年2月6日   | 2001年3月28日 |                                                                                           |
| 16 | ゲルト・グーデア陸軍中将 de:Gert Gudera                                     | 2001年3月28日  | 2004年3月3日  | 中途退役                                                                                  |
| 17 | ハンス＝オットー・ブッデ陸軍中将 de:Hans-Otto Budde                         | 2004年3月4日   | 2010年3月24日 | 戦後生まれ初の陸軍総監。                                                                  |
| 18 | ヴェルナー・フリエルス陸軍中将 de:Werner Freers                             | 2010年3月24日  | 2012年9月11日 | 2012年12月より欧州連合軍最高司令部参謀長となる                                            |
| 19 | ブルーノ・カスドルフ陸軍中将 de:Bruno Kasdorf                               | 2012年9月11日  | 2015年7月16日 |                                                                                           |
| 20 | イェルク・フォルマー陸軍中将 en:Jörg Vollmer                                | 2015年7月16日  | 2020年2月13日 |                                                                                           |
| 21 | アルフォンス・マイス陸軍中将 Alfons Mais                                    | 2020年2月13日  | 現職          |                                                                                           |